# Campeonato Europeu de Natação em Piscina Curta de 2012
O Campeonato Europeu de Natação em Piscina Curta de 2012 foi a 16ª edição do evento organizado pela Liga Europeia de Natação (LEN). A competição foi realizada entre os dias 22 e 25 de novembro de 2012 no L'Odyssee, em Chartres na França. Essa edição ficou marcada pela ampliação do número de eventos, passando para 40. Teve como destaque a França com 29 medalhas, sendo 12 de ouro.  Foi quebrado apenas um recorde mundial batido por Camille Muffat da França na modalidade 400 m livre feminino. 

## Medalhistas
Esses foram os resultados da competição. 

### Masculino
| Evento          | Ouro | Ouro      | Prata | Prata    | Bronze | Bronze   |
| 50 m Livre      | Florent Manaudou · França | 20.70     | Vladimir Morozov · Rússia | 20.89    | Frédérick Bousquet · França | 20.97    |
| 100 m Livre     | Vladimir Morozov · Rússia | 45.68     | Yevgeny Lagunov · Rússia | 46.52    | Yannick Agnel · França | 46.80    |
| 200 m Livre     | Yannick Agnel · França | 1:41.46   | Pieter Timmers · Bélgica | 1:43.08  | Grégory Mallet · França | 1:43.21  |
| 400 m Livre     | Yannick Agnel · França | 3:37.54   | Gabriele Detti · Itália | 3:41.66  | Andrea Mitchell D'Arrigo · Itália | 3:42.32  |
| 1500 m Livre    | Gregorio Paltrinieri · Itália | 14:27.78  | Serhiy Frolov · Ucrânia | 14:30.87 | Anthony Pannier · França | 14:41.97 |
| 50 m Costas     | Jérémy Stravius · França | 23.28     | Guy Barnea · Israel | 23.46    | Vladimir Morozov · Rússia | 23.47    |
| 100 m Costas    | Jérémy Stravius · França | 49.70     | Benjamin Stasiulis · França | 50.31    | Damiano Lestingi · Itália | 51.35    |
| 200 m Costas    | Radosław Kawęcki · Polónia | 1:48.51 , | Péter Bernek · Hungria | 1:49.41  | Benjamin Stasiulis · França | 1:51.81  |
| 50 m Peito      | Fabio Scozzoli · Itália | 26.18     | Aleksander Hetland · Noruega | 26.20    | Damir Dugonjič · Eslovênia | 26.24    |
| 100 m Peito     | Fabio Scozzoli · Itália | 57.25     | Martti Aljand · Estónia | 57.75    | Giacomo Perez d'Ortona · França | 57.76    |
| 200 m Peito     | Viatcheslav Sinkevich · Rússia | 2:04.55   | Ihor Borysyk · Ucrânia | 2:05.12  | Andriy Kovalenko · Ucrânia | 2:05.21  |
| 50 m Borboleta  | Rafael Muñoz · Espanha | 22.53     | Frédérick Bousquet · França | 22.54    | Andriy Govorov · Ucrânia | 22.72    |
| 100 m Borboleta | Yevgeny Korotyshkin · Rússia | 49.98     | Rafael Muñoz · Espanha | 50.39    | Mehdy Metella · França | 50.66    |
| 200 m Borboleta | László Cseh · Hungria | 1:52.11   | Viktor Bromer · Dinamarca | 1:53.38  | Joeri Verlinden · Países Baixos | 1:53.47  |
| 100 m Medley    | Vladimir Morozov · Rússia | 51.89     | Peter Mankoč · Eslovênia | 52.64    | Martti Aljand · Estónia | 52.92    |
| 200 m Medley    | László Cseh · Hungria | 1:52.74   | Jérémy Stravius · França | 1:54.00  | Gal Nevo · Israel | 1:55.14  |
| 400 m Medley    | László Cseh · Hungria | 4:00.99   | Dávid Verrasztó · Hungria | 4:02.54  | Gal Nevo · Israel | 4:04.80  |
| 4x50 m Livre    | França · Florent Manaudou (20.83) · Frédérick Bousquet (20.65) · Jérémy Stravius (21.00) · Amaury Leveaux (20.83) · Joris Hustache[a] · Grégory Mallet[a] · Mehdy Metella[a]        | 1:23.31   | Rússia · Vladimir Morozov (20.78) · Andrey Grechin (21.21) · Yevgeny Lagunov (20.84) · Vitaly Syrnikov (21.16) · Evgeny Korotyshkin[a] | 1:23.99  | Bélgica · Emmanuel Vanluchene (21.75) · Pieter Timmers (21.27) · Yoris Grandjean (21.58) · Jasper Aerents (21.00) · Stijn Depypere[a] | 1:25.60  |
| 4x50 m Medley   | França · Jérémy Stravius (23.47) · Giacomo Perez d'Ortona (26.12) · Frédérick Bousquet (22.58) · Florent Manaudou (20.18) · Dorian Gandin[a] · Romain Sassot[a] · Grégory Mallet[a] | 1:32.35   | Rússia · Vladimir Morozov (23.59) · Oleg Utekhin (26.50) · Yevgeny Korotyshkin (22.52) · Yevgeny Lagunov (21.26) · Vitaly Syrnikov[a]  | 1:33.87  | Chéquia · Martin Baďura (24.51) · Petr Bartůněk (26.70) · Michal Ledl (22.97) · Tomáš Plevko (21.00)                                  | 1:35.18  |

a  Nadadores que participaram apenas das baterias e receberam medalhas.

### Feminino
| Evento          | Ouro | Ouro      | Prata | Prata   | Bronze | Bronze  |
| 50 m Livre      | Aleksandra Gerasimenya · Bielorrússia                                                                                    | 23.85     | Triin Aljand · Estónia | 24.24   | Jeanette Ottesen · Dinamarca | 24.24   |
| 100 m Livre     | Veronika Popova · Rússia                                                                                                 | 52.86     | Jeanette Ottesen · Dinamarca | 53.13   | Charlotte Bonnet · França | 53.23   |
| 200 m Livre     | Camille Muffat · França                                                                                                  | 1:52.20   | Charlotte Bonnet · França | 1:54.00 | Veronika Popova · Rússia | 1:54.20 |
| 400 m Livre     | Camille Muffat · França                                                                                                  | 3:54.85   | Lotte Friis · Dinamarca | 3:58.85 | Coralie Balmy · França | 3:59.80 |
| 800 m Livre     | Lotte Friis · Dinamarca                                                                                                  | 8:10.24   | Hannah Miley · Reino Unido | 8:15.66 | Aimee Willmott · Reino Unido | 8:18.90 |
| 50 m Costas     | Laure Manaudou · França                                                                                                  | 26.78     | Sanja Jovanović · Croácia | 26.84   | Simona Baumrtová · Chéquia | 26.97   |
| 100 m Costas    | Daryna Zevina · Ucrânia                                                                                                  | 57.07     | Laure Manaudou · França | 57.70   | Simona Baumrtová · Chéquia | 58.08   |
| 200 m Costas    | Daryna Zevina · Ucrânia                                                                                                  | 2:01.97 , | Alexianne Castel · França | 2:03.23 | Simona Baumrtová · Chéquia | 2:03.43 |
| 50 m Peito      | Petra Chocová · Chéquia                                                                                                  | 30.02 =   | Rikke Møller Pedersen · Dinamarca                                                                                                   | 30.25   | Sycerika McMahon · Irlanda | 30.34   |
| 100 m Peito     | Rikke Møller Pedersen · Dinamarca                                                                                        | 1:04.12 , | Petra Chocová · Chéquia | 1:05.50 | Marina García Urzainqui · Espanha                                                                                               | 1:05.82 |
| 200 m Peito     | Rikke Møller Pedersen · Dinamarca                                                                                        | 2:17.26   | Marina García Urzainqui · Espanha                                                                                                   | 2:20.57 | Hanna Dzerkal · Ucrânia | 2:21.94 |
| 50 m Borboleta  | Jeanette Ottesen · Dinamarca                                                                                             | 25.21     | Aleksandra Gerasimenya · Bielorrússia                                                                                               | 25.53   | Mélanie Henique · França | 25.76   |
| 100 m Borboleta | Ilaria Bianchi · Itália                                                                                                  | 56.40     | Kimberly Buys · Bélgica | 57.00   | Jeanette Ottesen · Dinamarca | 57.13   |
| 200 m Borboleta | Katinka Hosszú · Hungria                                                                                                 | 2:05.78   | Stefania Pirozzi · Itália | 2:06.09 | Alessia Polieri · Itália | 2:06.63 |
| 100 m Medley    | Katinka Hosszú · Hungria                                                                                                 | 58.83     | Zsuzsanna Jakabos · Hungria | 59.15   | Siobhan-Marie O'Connor · Reino Unido                                                                                            | 59.72   |
| 200 m Medley    | Katinka Hosszú · Hungria                                                                                                 | 2:05.78   | Hannah Miley · Reino Unido | 2:06.21 | Zsuzsanna Jakabos · Hungria | 2:06.66 |
| 400 m Medley    | Hannah Miley · Reino Unido                                                                                               | 4:23.47   | Katinka Hosszú · Hungria | 4:23.91 | Zsuzsanna Jakabos · Hungria | 4:25.61 |
| 4x50 m Livre    | Dinamarca · Jeanette Ottesen (24.34) · Kelly Riber Rasmussen (24.59) · Julie Levisen (24.73) · Pernille Blume (24.44)    | 1:38.10   | Finlândia · Emilia Pikkarainen (25.09) · Lotta Nevalainen (24.29) · Laura Kurki (24.21) · Hanna-Maria Seppälä (24.54)               | 1:38.13 | Bielorrússia · Yuliya Khitraya (25.12) · Aleksandra Gerasimenya (23.68) · Oksana Demidova (25.10) · Sviatlana Khakhlova (24.49) | 1:38.39 |
| 4x50 m Medley   | Dinamarca · Kristina Thomsen (28.16) · Rikke Møller Pedersen (29.83) · Jeanette Ottesen (25.10) · Pernille Blume (24.32) | 1:47.41   | Chéquia · Simona Baumrtová (26.98) · Petra Chocová (29.34) · Lucie Svěcená (26.59) · Aneta Pechancová (24.76) · Barbora Závadová[b] | 1:47.67 | França · Laure Manaudou (27.04) · Fanny Babou (31.01) · Mélanie Henique (25.33) · Anna Santamans (24.32) · Béryl Gastaldello[b] | 1:47.70 |

b  Nadadores que participaram apenas das baterias e receberam medalhas

### Misto
| Evento        | Ouro | Ouro    | Prata | Prata   | Bronze | Bronze  |
| 4x50 m Livre  | França · Frédérick Bousquet (20.97) · Florent Manaudou (20.35) · Camille Muffat (24.39) · Anna Santamans (23.93) · Amaury Leveaux[c] · Mehdy Metella[c] · Charlotte Bonnet[c] · Béryl Gastaldello[c] | 1:29.64 | Rússia · Andrey Grechin (21.53) · Vladimir Morozov (20.45) · Veronika Popova (24.07) · Rozaliya Nasretdinova (24.36) · Vitaly Syrnikov[c] | 1:30.41 | Finlândia · Hanna-Maria Seppälä (24.74) · Laura Kurki (24.11) · Andrei Tuomola (21.72) · Ari-Pekka Liukkonen (21.17) · Lotta Nevalainen[c] | 1:31.74 |
| 4x50 m Medley | França · Jérémy Stravius (23.13) · Florent Manaudou (25.90) · Mélanie Henique (25.61) · Anna Santamans (24.10) · Cloé Credeville[c] · Justine Bruno[c] · Frédérick Bousquet[c]                       | 1:38.74 | Eslovênia · Anja Čarman (27.19) · Damir Dugonjič (25.57) · Peter Mankoč (22.20) · Nastja Govejšek (24.83)                                 | 1:39.79 | Noruega · Lavrans Solli (24.08) · Aleksander Hetland (25.78) · Monica Johannessen (26.06) · Cecilie Johannessen (24.18)                    | 1:40.10 |

c  Nadadores que participaram apenas das baterias e receberam medalhas

## Quadro de medalhas
| Ordem | País          | Medalha de ouro | Medalha de prata | Medalha de bronze | Total |
| ----- | ------------- | --------------- | ---------------- | ----------------- | ----- |
| 1     | França        | 12              | 6                | 11                | 29    |
| 2     | Dinamarca     | 6               | 4                | 2                 | 12    |
| 2     | Hungria       | 6               | 4                | 2                 | 12    |
| 4     | Rússia        | 5               | 5                | 2                 | 12    |
| 5     | Itália        | 4               | 2                | 3                 | 9     |
| 6     | Ucrânia       | 2               | 2                | 3                 | 7     |
| 7     | Chéquia       | 1               | 2                | 4                 | 7     |
| 8     | Reino Unido   | 1               | 2                | 2                 | 5     |
| 9     | Espanha       | 1               | 2                | 1                 | 4     |
| 10    | Bielorrússia  | 1               | 1                | 1                 | 3     |
| 11    | Polónia       | 1               | 0                | 0                 | 1     |
| 12    | Bélgica       | 0               | 2                | 1                 | 3     |
| 12    | Estónia       | 0               | 2                | 1                 | 3     |
| 12    | Eslovênia     | 0               | 2                | 1                 | 3     |
| 15    | Israel        | 0               | 1                | 2                 | 3     |
| 16    | Finlândia     | 0               | 1                | 1                 | 2     |
| 16    | Noruega       | 0               | 1                | 1                 | 2     |
| 18    | Croácia       | 0               | 1                | 0                 | 1     |
| 19    | Irlanda       | 0               | 0                | 1                 | 1     |
| 19    | Países Baixos | 0               | 0                | 1                 | 1     |
| Total | Total         | 40              | 40               | 40                | 120   |

Legenda
| Recorde mundial       | Recorde mundial (World record)               |                       | Recorde africano                      | Recorde africano (African) |                                           | Q | Classificado por posição (Qualified) |
| Recorde do campeonato | Recorde do campeonato (Championship record)  | Recorde da América    | Recorde da América (Americas)         | q                          | Classificado por melhor tempo (Qualified) |   |                                      |
| Melhor marca do ano   | Melhor marca do ano (World leading)          | Recorde asiático      | Recorde asiático (Asian)              | DNS                        | Não largou (Did not start)                |   |                                      |
| Recorde nacional      | Recorde nacional (National record)           | Recorde europeu       | Recorde europeu (European)            | DNF                        | Não terminou (Did not finish)             |   |                                      |
| Recorde pessoal       | Recorde pessoal do atleta (Personal best)    | Recorde da Oceania    | Recorde da Oceania (Oceania)          | DSQ / DQ                   | Desclassificado (Disqualified)            |   |                                      |
| Recorde da temporada  | Recorde da temporada do atleta (Season best) | Recorde sul-americano | Recorde sul-americano (South America) | NM                         | Sem marca (No mark)                       |   |                                      |